# Шего, Мишель
Мишель Шего (хорв. Michele Sego; род. 5 августа 2000, Сплит, Хорватия) — хорватский футболист, выступающий на позиции нападающего. Игрок клуба «Вараждин».

## Биография
Мишель родился в городе Сплит. Первой молодёжной командой стал «Омладинац» из города Враньич, а в 2010 году вернулся в родной город и стал играть в молодёжной команде сплитской «Адриатики». Играя за клуб на протяжении пяти лет, и, наконец, в 2015 году перешел в один из крупнейших клубов Хорватии — «Хайдук». В 2017 году Мишель стал игроков второй команды, а уже в 2018 дебютировал за первую команду.
Мишель — игрок различных юношеских сборных (от 17 до 19) и участник юношеского чемпионата Европы по футболу 2017-го года.